# Fruntimmersföreningen i Helsingfors
Fruntimmersföreningen i Helsingfors är en välgörenhetsorganisation som är verksam i Helsingfors och är grundad 1848. Ursprungligen sysslade föreningen med fattigvård. Sedan 1920-talet har föreningen inriktat sig på åldringsvård och 1927 öppnade föreningen sitt första ålderdomshem på Savilagatan i Tölö. Idag driver föreningen åldringshemmet Hagaro i Haga.

## Historia
Bakgrunden till föreningens grundande finns i det spirande föreningslivet samt den gryende industrialiseringen och de sociala problem den medförde.   I Finland fanns fruntimmersföreningar vid tidpunkten för Helsingforsföreningens grundande redan i Viborg (grundad 1835) och i Borgå (grundad 1846). År 1848 grundades också en fruntimmerförening i Åbo. I Sverige fanns bland annat i Göteborg en liknande förening, grundad 1815, som drev en Fruntimmersföreningens flickskola. Ett samband mellan tidens olika fruntimmersföreningar fanns i och med att också Fruntimmersföreningen i Helsingfors tog modell för sina stadgar av motsvarande förening i Uppsala.
Enligt sina stadgar var föreningens uppgift att "att hafwa en christelig omwårdnad af qwinnor och barn af den fattigare folkklassen i staden." För detta ändamål besökte föreningens medlemmar personer som bedömdes vara i behov av hjälp och utdelade bidrag. Annan verksamhet var grundandet av ett barnhem och växelundervisningsskola för flickor. Föreningen kom också att stå bakom grundandet av ett offentligt folkbibliotek (1860) samt att driva stadens första daghem (1861).
Föreningens första ordförande var friherrinnan Elisabet Klinkowström och viceordförande var Vilhelmina Cronstedt. Sekreterare var professor Schauman och skattmästare handlanden J. A. Decker. Den första direktionen bestod av tolv kvinnor, ordföranden och viceordföranden inberäknade: Elisabet Klinckowström, Vilhelmina Cronstedt, Eva Maria Crohns, Carolina Borgström, Johanna Carolina Tengström, Fredrika Christina Schauman, Beata Sofia Gyldén, Maria Anna Sundman, "fru von Schoultz", Emma Helena Edelheim, "fru Gadolin" och "fru Fagerström". Var och en av dessa fick åt sig anvisat ett av stadens tolv distrikt i staden att ansvara för.